# Duchcov nákladní nádraží
Duchcov nákladní nádraží (do roku 1945 též v němčině Dux) je nákladiště (někdejší železniční stanice) na jižním okraji města Duchcov v okrese Teplice v Ústeckém kraji nedaleko umělého jezera Barbora. Nádraží s budovou podle návrhu architekta Hermanna Rudolpha vzniklo v roce 1858 k dopravní obsluze města Duchcov na nynější trati Ústí nad Labem – Chomutov, po zřízení železniční přeložky v roce 1968 byla stanice v této lokaci zrušena a nahrazena novou zastávkou v severní části města. Dráha ve stanici není elektrizována, není zde provozována osobní doprava.

## Historie
Stanice byla zřízena jakožto součást Společnost c.k. privilegované Ústecko-teplické dráhy (K.k. privilegierte Aussig-Teplitzer Eisenbbahn, ATE) spojující Teplice a Ústí nad Labem, budované především pro dopravu hnědého uhlí z dolů v regionu. Od 20. května 1858 byl s duchcovským nádražím uveden do provozu celý nový úsek trasy z Teplic do stanice Ústí nad Labem západ, autorem návrhu budovy byl teplický architekt Hermann Rudolph. Roku 1870 byla dráha prodloužena až do Chomutova. Dne 2. října 1871 pak společnost Duchcovsko-podmokelská dráha dokončila trať z Duchcova do Děčína. Dne 10. dubna 1881 bylo na tomto nádraží zavedeno první telefonické spojení v Čechách a to s dolem Georg Hartmann v Ledvicích. Na přelomu 19. a 20. století byla nádražní budova rozšířena. Po zestátnění ATE roce 1923 pak obsluhovala stanici jedna společnost, Československé státní dráhy (ČSD).
Z důvodu rozšiřování hnědouhelného lomuBílina bylo v šedesátých letech 20. století rozhodnuto o traťové přeložce a elektrizaci trati v úseku Oldřichov u Duchova  -Most, a tedy i o zrušení starého a výstavbě nového nádraží. Osobní doprava zde byla ukončena v roce 1968.[zdroj?]
V roce 2016 byla zrušena památková ochrana budova a o dva roky později byla nádražní budova zbořena.

## Popis
Nachází se zde široké kolejiště sloužící k odstavení nákladních vlakových souprav. Areál je částečně oplocen.[zdroj?]